# Leandro Gómez
Leandro Gómez (Montevideo, 13 de març de 1811 - Paysandú, 2 de gener de 1865) fou un militar uruguaià de destacada participació durant la Guerra Gran i la Guerra de l'Uruguai. Va lluitar al costat del Partit Nacional i de les Forces Armades amb l'objectiu de derrotar els invasors de l'Imperi del Brasil, aliats del líder del Partit Colorado, Venancio Flores.

## Setge de Paysandú
L'esquadra brasilera va bombardejar la ciutat amb els seus canons, havent d'evacuar-se d'ella dones, nens i ancians. La dotació militar de Paysandú va sofrir enormes baixes però va resistir el setge durant dos mesos, negant-se terminantment a la rendició proposada pels atacants. El 2 de gener de 1865, finalment, els atacants van entrar a l'assalt de la ciutat, encara defensada per uns 700 soldats i oficials nacionalistes, al comandament del coronel Leandro Gómez. El combat va ser aferrissat, sent finalment derrotats els defensors. Leandro Gómez va ser afusellat aquest mateix dia.
Aquest episodi de la història de les guerres civils uruguaianes, és conegut com "La defensa de Paysandú" (o "setge de Paysandú"). La figura de Leandro Gómez és reconeguda com un exemple de valor militar, i exaltada — particularment pels militants del Partit Nacional — com un dels grans herois de la història de l'Uruguai.